# Nephrotoma profunda
Nephrotoma profunda är en tvåvingeart som beskrevs av Alexander 1935. Nephrotoma profunda ingår i släktet Nephrotoma och familjen storharkrankar. Inga underarter finns listade i Catalogue of Life.